# Marasmiaceae
Marasmiaceae Roze ex Kühner, 1980 è una famiglia di funghi basidiomiceti appartenente all'ordine Agaricales.

## Tassonomia

### Generi diMarasmiaceae
Il genere tipo è Marasmius Fr., 1836, altri generi inclusi sono:
| - Anastrophella E. Horak & Desjardin (1994) - Androsaceus (Pers.) Pat. - Anthracophyllum Ces. (1879) - Armillaria (Fr.) Staude = Armillariella (P. Karst.) P. Karst. - Baeospora Singer (1938) - Campanella Henn. (1895) [1897] - Chaetocalathus Singer (1943) [1942] - Collybiopsis (J. Schröt.) Earle (1909) - Crinipellis Pat., J. Bot. Morot 3: 336 (1889) - Cyphellopsis Donk (1931) - Cyptotrama Singer (1960) - Favolaschia (Pat.) Pat. (1892) - Flagelloscypha Donk (1951) [1949] - Flammulina P. Karst. (1891) - Gerronema Singer (1951) | - Gloiocephala Massee (1892) - Lachnella Fr. (1836) - Lentinula Earle (1909) - Macrocystidia Joss. (1934) [1933] [nom. nov.] - Marasmiellus Murrill (1915) - Merismodes Earle (1909) - Micromphale Gray (1821) - Mucidula Pat. (1887) = Oudemansiella Speg. (1881) - Oudemansiella Speg. (1881) - Physalacria Peck (1882) - Setulipes Antonín (1987) - Strobilurus Singer (1962) - Tetrapyrgos E. Horak (1987) [1986] - Xerula Maire (1933) - Xerulina Singer (1962) [1961] |

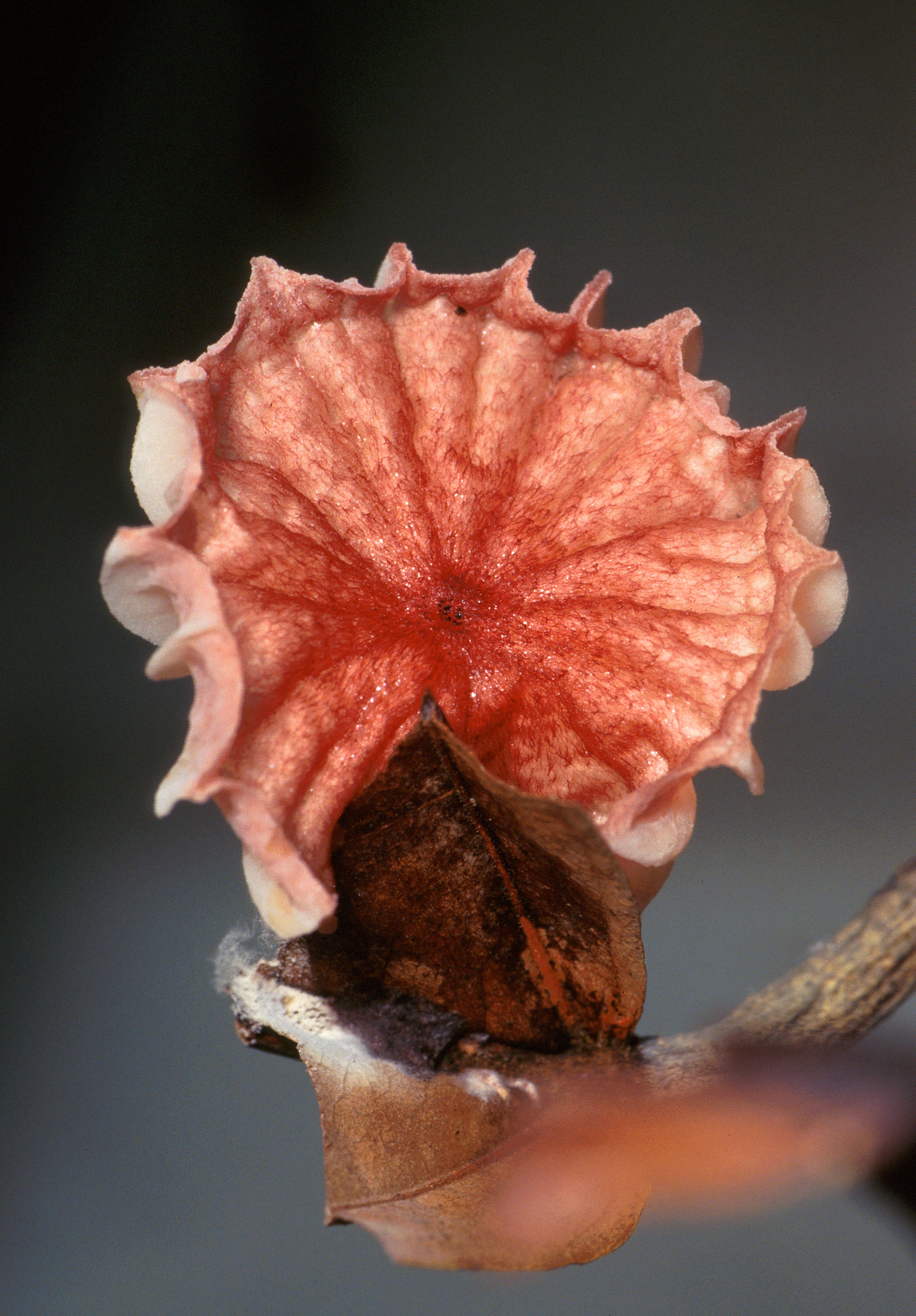
Crinipellis perniciosa